# ハーコートの定理

図では a'が負となるので
-aa'+bb'+cc'=2S

ハーコートの定理(Harcourt's theorem)とは三角形の面積に関する定理である。
この定理はアイルランドの教授のJ. Harcourtにちなんで命名された。

## 定理
面積がSの△ABCの内接円周上の点Pを通り内接円に接している直線に各頂点から垂線を降ろし、Aの足をA′、Bの足をB′、Cの足をC′とする。
BC=a、AA′=a'、CA=b、BB′=b'、AB=c、CC′=c'とする。
但し、頂点が接線に対して内接円と逆の側にある垂線の線分の符号は負とする。
このとき、
{\displaystyle aa'+bb'+cc'=2S}